# Compagnie française du méthane
Pour les articles homonymes, voir CFM.
La Compagnie française du méthane (CFM) était une filiale de Gaz de France et de Total.

## Historique
La Compagnie française du méthane (CFM), créée en 1956, assurait dans le Centre et l’Ouest de la France la fourniture aux distributions publiques et aux industriels raccordés au réseau de transport qu'elle exploitait. 
Le capital de CFM était détenu par GDF, Elf et Total à hauteur respectivement de 55 %, 30 % et 15 %. 
CFM assurait son rôle de transporteur dans le cadre d'un contrat d'affermage de la concession de transport de GDF. Le transport de gaz était alors en effet concédé à trois entreprises : Gaz de France, Gaz du Sud-Ouest, et pour mémoire, la Société Elf Aquitaine de réseau. En outre, une partie des réseaux concédés à Gaz de France était affermée à la Compagnie française du méthane.
Héritées de la découverte du gisement de Lacq en 1951 (exploité jusqu’en 2013), CFM (Compagnie Française du Méthane), tout comme GSO (Gaz du Sud-Ouest) étaient des filiales communes des groupes GDF et Total depuis respectivement depuis 1958 et 1955. CFM était chargée de la vente du gaz issu de l’exploitation du gisement de Lacq dans le reste de la France, tandis que GSO était chargé de l’exploitation et de la vente de ce gaz dans le quart sud-ouest de la France. 
Au 1er janvier 2005, avec le dénouement des contrats historiques et des participations croisées qui liaient Total et Gaz de France, à la suite d'un accord entériné sous l’égide de la Commission de régulation de l'énergie, la propriété de la CFM a été transférée en intégralité à GDF Suez, et la propriété de la GSO a été transférée à TIGF. Cet accord a conduit à:
• la disparition de CFM, absorbée par Gaz de France;
• la création de Total Énergie Gaz (Tegaz), filiale de Total pour la commercialisation de gaz naturel en France, qui a repris le portefeuille de clients de GSO;
• la répartition entre ces deux entreprises du portefeuille de clients de CFM.
À la suite de ce transfert, les zones d’équilibrage GDF Ouest et CFM Ouest ont fusionné pour donner une zone d’équilibrage GRTgaz Ouest. Au 1er janvier 2005, il existait 3 zones d’équilibrage au nord: GRTgaz Ouest, GRTgaz Nord, GRTgaz Est, zones qui ont fusionné en 2009.
À partir du mouvement au 1er octobre 2005, les tarifs de CFM ont été repris par Gaz de France et Tegaz dans leurs barèmes respectifs, de façon neutre pour les clients concernés (tarif H).

## Activités
CFM détenait près de 20 % du marché du gaz naturel en France. Elle vendait en 2001 pour 102,6 TWh de gaz, avec un chiffre d'affaires en 2001 de plus de 1,8 milliard d'euros.

## Clients
25 % de son CA était généré par des clients industriels.
75 % de son CA était généré par des particuliers ou PME.